# Jornades Ornitològiques
De l'1 al 4 de maig de 1997 tingueren lloc al Palau Montcada de Fraga (Baix Cinca) i al Castell dels Montcada de Mequinensa (Baix Cinca) les Primeres Jornades Ornitològiques de les Terres Catalanes.
Presidides pel pioner de l'ornitologia catalana contemporània Salvador Maluquer i Maluquer i per en Joaquim Maluquer i Sostres, autor del llibre "Els Ocells de les Terres Catalanes". Van ser inaugurades pels naturalistes Martí Boada i Guillem Chacon Cabas, que fou el seu coordinador. I hi van participar per primera vegada a la història ornitòlegs de la Catalunya Nord, el Principat, la Franja de Ponent, el País Valencià, les Illes Balears i l'Alguer.
Els pioners i les noves generacions de l'ornitologia contemporània d'aleshores a les nostres terres es trobaren per primera volta per parlar-ne de fauna, territori i identitat. Durant quatre dies es van plantejar mesures per un acostament entre els ornitòlegs de l'àmbit català i el reforçament de programes i accions conjuntes per la recerca i la salvaguarda dels aucells i el medi natural dels diferents territoris (ací teniu les conclusions Arxivat 2011-10-19 a Wayback Machine.). Es va fer també un reconeixement a la tasca de l'ornitòleg alguerès Antoni Torre de l'Institut d'Estudis Catalans a l'Alguer i fou destacada la presència d'organitzacions com la Institució Catalana d'Història Natural, la Societat Valenciana d'Ornitologia i el Grup Ornitològic Balear, així com el desaparegut Centre Català d'Ornitologia. Les Jornades Ornitològiques van incloure, ensems, el primer Fòrum de Turisme Ornitològic, el Birding Fòrum, avantsala del Primer Congrés de Turisme Ornitològic que tingué lloc 10 anys després a la vila de Seròs (Segrià). Organitzat per l'Oficina Catalana de Turisme Ornitològic, el Patronat de Turisme de la Diputació de Lleida i la Universitat Catalana d'Estiu de Ciències de la Natura.